# 7232 Nabokov
7232 Nabokov este un asteroid din centura principală de asteroizi.

## Descriere
7232 Nabokov este un asteroid din centura principală de asteroizi. A fost descoperit pe 20 octombrie 1985 la Observatorul Kleť de Antonín Mrkos. Asteroidul prezintă o orbită caracterizată de o semiaxă mare de 2,35 ua, o excentricitate de 0,18 și o înclinație de 4,5° în raport cu ecliptica.